# Usab-Stadion
Das Usab-Stadion (englisch Usab Stadium) ist ein Fußballstadion im Stadtteil Usab in Karibib in der namibischen Region Erongo.

## Nutzung
Im Juli 2009, wurde unter anderem das Usab-Stadion für die Play-offs der Southern Stream First Division genutzt. Zudem wird das Stadion seit dem Jahr 2014 als Start- und Zielpunkt des Navachab-Halbmarathons genutzt.